# اریک لوپز (بازیکن فوتبال)
اریک لوپز (انگلیسی: Eric López؛ زادهٔ ۱ آوریل ۱۹۹۳) بازیکن فوتبال اهل اسپانیا است.
از باشگاه‌هایی که در آن بازی کرده‌است می‌توان به باشگاه فوتبال اسپانیول اشاره کرد.